# 張誥
張誥（1433年—1511年10月2日），字汝欽，直隸松江府華亭縣人，明朝政治人物。官至雲南巡撫。

## 生平
應天府鄉試第一百十一名。成化二年（1466年）丙戌科進士。改翰林院庶吉士，授監察御史，出按湖廣。升廣東按察司副使，改四川，不久升按察使。弘治初，賑濟災民，全活頗多。升貴州左布政使。不久，升都察院右副都御史，巡撫雲南。正德六年（1511年）九月卒。

## 家族
曾祖張天祐。祖父張仲清。父張遜。